# Menhir de Laniscar
Le menhir de Laniscar est un menhir situé sur la commune du Trévoux, dans le département du Finistère en France.

## Historique
Il est classé au titre des monuments historiques par arrêté du 7 novembre 1974.

## Description
Le menhir est un bloc de granite rosé à grains fins. Il mesure 3,70 m de hauteur. Sa base est de forme trapézoïdale (hauteur 1,40 m, petite base  0,80 m, grande base 1 m) et son fût triangulaire. La surface ouest est plane et la surface nord comporte une protubérance en encorbellement. 